# Felix Afena-Gyan
Felix Afena-Gyan, né le 19 janvier 2003 à Sunyani au Ghana, est un footballeur international ghanéen. Il joue au poste d'attaquant à l'US Cremonese.

## Biographie

### AS Rome
Né à Sunyani au Ghana, Felix Afena-Gyan est formé par le club local de l'EurAfrica FC. En mars 2021, il rejoint l'AS Rome. Il avait été découvert par le club de la capitale italienne lors d'un tournoi au Ghana en 2020. Après des tests positifs, il rejoint l'AS Rome, où il intègre dans un premier temps les U18. Cependant, au bout de quatre matchs, il est déjà promu avec les U19, où il impressionne notamment par son efficacité face au but ou en délivrant des passes décisives.
Il est appelé pour la première fois dans le groupe professionnel par l'entraîneur José Mourinho le 24 octobre 2021, pour un match face au SSC Naples, mais joue toutefois son premier match trois jours plus tard, face au Cagliari Calcio, à l'occasion d'une rencontre de Serie A. Il entre en jeu à la place de Matías Viña lors de cette rencontre remportée par son équipe (1-2 score final). Le 21 novembre suivant, pour sa troisième apparition en professionnel, Afena-Gyan inscrit ses deux premiers buts contre le Genoa CFC, en championnat. Sorti du banc, le jeune ghanéen de 18 ans donne la victoire à son équipe avec ses deux buts (0-2 score final),. Ces deux réalisations font de lui le premier joueur né en 2003 à marquer en Serie A.

### US Cremonese
Le 29 août 2022, Felix Afena-Gyan s'engage en faveur de l'US Cremonese.
Afena-Gyan inscrit son premier but pour le club le 20 octobre 2022, lors d'une rencontre de coupe d'Italie face au Modène FC. Sorti du banc à la place de Tommaso Milanese ce jour-là, il marque quelques minutes plus tard en reprenant de la tête un centre de Cristian Buonaiuto (en). Son équipe s'impose après prolongations (4-2 score final). Le jeune ghanéen se montre de nouveau décisif dans cette compétition le 17 janvier 2023, en marquant son deuxième but pour l'US Cremonese, contre le leader du championnat, le SSC Naples. Son but égalisateur de la tête permet aux siens d'accéder aux prolongations et son équipe parvient à s'imposer et à se qualifier en sortant vainqueur d'une séance de tirs au but,,.

### En sélection
En novembre 2021, Felix Afena-Gyan est appelé pour la première fois avec l'équipe nationale du Ghana par le sélectionneur Milovan Rajevac. En décembre, il est pré-convoqué pour participer à la coupe d'Afrique des nations 2021. Le joueur refuse toutefois la sélection, ne se sentant pas prêt pour jouer pour son pays, et préférant se concentrer sur sa progression avec l'AS Rome.
Il est rappelé en mars 2022 par le nouveau sélectionneur, Otto Addo, et le jeune attaquant accepte l'invitation. Il honore sa première sélection avec le Ghana le 25 mars 2022 contre le Nigeria. Il est titularisé et les deux équipes se neutralisent ce jour-là (0-0),. Afena-Gyan inscrit son premier but en sélection le 1 juin 2022 face à Madagascar. Il est titularisé et participe à la victoire de son équipe par trois buts à zéro.

## Statistiques
| Saison                | Club                  | Championnat           | Championnat | Championnat | Coupe(s) nationale(s) | Coupe(s) nationale(s) | Compétition(s) continentale(s) | Compétition(s) continentale(s) | Compétition(s) continentale(s) | Total | Total |
| Saison                | Club                  | Division              | M.          | B.          | M.                    | B.                    | Comp.                          | M.                             | B.                             | M.    | B.    |
| 2021-2022             | AS Rome               | Serie A               | 17          | 2           | 2                     | 0                     | C4                             | 3                              | 0                              | 22    | 2     |
| Sous-total            | Sous-total            | Sous-total            | 17          | 2           | 2                     | 0                     | -                              | 3                              | 0                              | 22    | 2     |
| 2022-2023             | US Cremonese (prêt)   | Serie A               | 9           | 0           | 2                     | 2                     | -                              | -                              | -                              | 11    | 2     |
| Sous-total            | Sous-total            | Sous-total            | 9           | 0           | 2                     | 2                     | -                              | 0                              | 0                              | 11    | 2     |
| Total sur la carrière | Total sur la carrière | Total sur la carrière | 26          | 2           | 4                     | 2                     | -                              | 3                              | 0                              | 33    | 4     |

## Palmarès
AS Rome
- Ligue Europa Conférence
  - Vainqueur en 2022